# Leptodactylus labrosus
Leptodactylus labrosus é uma espécie de anfíbio  da família Leptodactylidae.
Pode ser encontrada nos seguintes países: Equador e Peru.
Os seus habitats naturais são: florestas secas tropicais ou subtropicais , matagal húmido tropical ou subtropical, rios, marismas de água doce, marismas intermitentes de água doce e canals e valas.
Está ameaçada por perda de habitat.